# Marion Cotillard
Marion Cotillard (født 30. september 1975) er en fransk skuespiller.
Hun har blandt andet medvirket flere gange i Luc Bessons film som Taxi, Taxi 2 og Taxi 3. Hun fik et internationalt gennembrud med sin rolle som Edith Piaf i filmen Spurven i 2007, for hvilken hun vandt en Oscar for bedste kvindelige hovedrolle i 2008. I 2008 vandt hun tillige en César for bedste kvindelige hovedrolle.
I USA er hun kendt som "The French Mermaid".
Hun lever sammen med den franske skuespiller Guillaume Canet, med hvem hun har sønnen Marcel.

## Udvalgt filmografi
- Taxi (1998)
- Taxi 2 (2000)
- Taxi 3 (2003)
- Jeux d'enfants (2003)
- Big Fish (2003)
- A Good Year (2006)
- Spurven (2007)
- Public Enemies (2009)
- Nine (2009)
- Le dernier vol (2009)
- Små hvide løgne (2010)
- Inception (2010)
- Midnight in Paris (2011)
- The Dark Knight Rises (2012)
- Smagen af rust og ben (2012)
- Allied (2016)